# Himalájai szürkebegy
A himalájai szürkebegy (Prunella himalayana) a madarak osztályának verébalakúak (Passeriformes) rendjébe és a szürkebegyfélék (Prunellidae) családjába tartozó faj.

## Rendszerezése
A fajt Edward Blyth angol ornitológus írta le 1842-ben, az Accentor nembe Accentor Himalayanus néven.

## Előfordulása
Ázsia déli részén, Afganisztán, Bhután, India, Kína, Kazahsztán, Mongólia, Nepál, Pakisztán, Oroszország, Tádzsikisztán és Türkmenisztán területén honos. A természetes élőhelye mérsékelt övi legelők és sziklás területek. Magassági vonuló.

## Megjelenése
Testhossza 15 centiméter, testtömege 25–29 gramm.

## Életmódja
Nyáron főleg gerinctelenekkel táplálkozik, télen inkább magvakat és bogyókat fogyaszt.

## Természetvédelmi helyzete
Az elterjedési területe rendkívül nagy, egyedszáma stabil. A Természetvédelmi Világszövetség Vörös listáján nem fenyegetett fajként szerepel.